# Szewskie święto, albo szlachetne rzemiosło
Szewskie święto, albo szlachetne rzemiosło (The Shoemaker's Holiday or the Gentle Craft) – sztuka elżbietańskiego poety i dramaturga Thomasa Dekkera, opublikowana w roku 1600. Dramat zalicza się do nurtu tak zwanej komedii domowej.
Na język polski sztukę przełożył Juliusz Kydryński. Przekład został opublikowany w Serii Dawnej Literatury Angielskiej krakowskiego Wydawnictwa Literackiego w 1979. Został on przedrukowany w antologii Dramat elżbietański w 1989.

## Data powstania utworu
Szewskie święto powstało najprawdopodobniej po 1599 roku. Ukazało się drukiem w 1600 roku razem z Old Fortunatus.

## Osoby
| Osoba                 | Jej rola w dramacie      |
| --------------------- | ------------------------ |
| Król                  |                          |
| Hrabia                | Kornwalii                |
| Sir Hugh Lacy         | hrabia Lincoln           |
| Rowland Lacy          | albo Hans, jego bratanek |
| Askew                 | jego siostrzeniec        |
| Sir Roger Oateley     | burmistrz Londynu        |
| Hammon, Warner, Scott | obywatele Londynu        |
| Szymon Eyre           | szewc                    |
| Roger                 | zwykle zwany Hodge       |
| Pirk, Ralf            | czeladnicy               |
| Lovell                | dworzanin                |
| Dodger                | sługa hrabiego Lincolna  |
| Kapitan               | holenderskiego statku    |
| Róża                  | córka sir Rogera         |
| Sybilla               | jej służąca              |
| Margery               | żona Szymona Eyre'a      |
| Jane                  | żona Ralfa               |

## Treść

### Akt I
Burmistrz i hrabia Lincoln rozmawiają o zalotach bratanka hrabiego, Rowlanda skierowanych do córki burmistrza, Róży. Obydwaj z różnych przyczyn są przeciwni temu związkowi. Hrabia twierdzi, że jego bratanek jest strasznym utracjuszem. Obydwaj mają nadzieję, że służba wojskowa Rowlanda we Francji przerwie ten związek. Gdy spotykają Rowlanda obydwaj obiecują mu spore pieniądze na wydatki we Francji. Rowland dzieli się pieniędzmi z kuzynem Askew w zamian za obietnicę poprowadzenia wojska do Francji w jego imieniu. On sam przybędzie z pewnym opóźnieniem po załatwieniu swoich spraw. Rzecz ma być jednak utrzymana w tajemnicy. Rozmawiających ze sobą kuzynów prosi o posłuchanie szewc Szymon Eyre. Chce reklamować od służby wojskowej swego czeladnika Ralfa, który niedawno się ożenił. Gdy to się nie udaje porucza go szczególnej opiece dowódcy. Żeganjąc się z żoną Jane Ralf wręcza jej własnoręcznie uszyte dla niej buty.

### Akt II
Róża zamknięta przez ojca w jego majątku Old Ford pod Londynem wzdycha do swego miłego i obiecuje swojej służącej, Sybilli, bogate podarki, jeśli go odnajdzie w Londynie. Tymczasem Rowland, który po przepuszczeniu całego swego majątku, był przez jakiś czas, z konieczności, szewcem w Wittenberdze, przebiera się w rzemieślniczy strój i jako niderlandzki czeladnik szewski przyjmuje się do pracy u Szymona Eyre'a, przymuszonego do tego kroku buntem jego pracowników. Polującym na jelenia Hammonowi i Warnerowi zwierzę ucieka na teren majątku burmistrza. W pogoni za nim trafiają na Różę i Sybillę. Panny traktują ich dość obcesowo. Hammon zakochuje się jednak w pięknej Róży, ku zadowoleniu przybywającego do córki burmistrza, który chciałby widzieć w Hammonie swego zięcia.

### Akt III
Kapitan holenderskiego okrętu zwraca się do Hansa, by jego patron kupił od niego przywieziony do Londynu ładunek, którego on sam obawia się sprzedać. Hans wysyła swych kolegów po majstra. Na ulicy dochodzi do kłótni między czeladnikami a majstrową, by ją zażegnać Szymon Eyre musi każdemu postawić po dzbanie piwa. Dowiedziawszy się o interesie kupuje od kapitana ładunek jego okrętu za 12 portugałów pożyczonych mu przez Hansa. Wieść o nagłym wzbogaceniu się Eyre'a powoduje, że Burmistrz zaprasza go do ratusza i proponuje godność szeryfa Londynu. Jego żona, jako przyszła szeryfowa, przebiera w wykwintnych strojach. Ranny Ralf wraca z wojny, ale nikt nie umie mu niczego powiedzieć o jego żonie. Róża odmawia poślubienia Hammona, rozgniewany ojceic odsyła ją do Old Ford. Dodger przybywa z Francji, by powiadomić hrabiego Lincolna, że Rowland Lacy nie opuścił Anglii. Rozgniewany hrabia każę go Dodgerowi szukać w pobliżu córki burmistrza. Nowy szeryf wraz z żoną zostaje zaproszony do Old Ford na przyjęcie u burmistrza. Trafiają tam również jego pracownicy. Róża rozpoznaje w Hansie swego ukochanego. Sybilla obiecuje jej pomóc się z nim połączyć.

### Akt IV
Hammon zakochuje się w pracującej w szwalni Jane, żonie Ralfa. Kobieta nie chce z nim rozmawiać. Gdy Jane wyznaje, że jest żoną walczącego we Francji Ralfa, Hammon pokazuje jej pismo, z którego wynika, że jej mąż poległ. Do warsztatu Hodge'a, w którym pracuje Hans przychodzi Sybilla i prosi go, by udał się na spotkanie z jej panią. Chwilę później zjawia się służący Hammona z prośbą o uszycie dla narzeczonej jego pana butów, według przyniesionego wzoru. Ralf rozpoznaje w przyniesionym buciku swój prezent dla żony i postanawia udać się w dniu następnym do kościoła św. Wiary i przeszkodzić ślubowi. Hans i Róża zostają zaskoczeni przez Burmistrza. Hans udaje, że mierzy jej buty i odchodzi, umawiając się z Różą następnego dnia u burmistrza Eyre'a. Hrabia Lincoln powiadamia ojca Róży, że Rowland nie odpłynął do Francji. Postanawiają go odnaleźć, gdy zjawia się Firk z butami dla Róży. Wpada Sybilla z informacją, że Róża uciekła z szewcem Hansem. Firk za sowitą opłatą zgadza się zdradzić obydwu panom, że ich ślub ma się odbyć w kościele św. Wiary nazajutrz rano.

### Akt V
Szymon Eyre wysyła Rowlanda i Różę, by wzięli ślub w Savoyu, sam ma dzisiaj przyjąć u siebie króla i czeladników szewskich. Przed wejściem do kościoła św. Wiary szewcy zatrzymują państwa młodych Hammona i Jane. Panna młoda rozpoznaje w kulawym czeladniku swego męża Ralfa i porzuca Hammona. Jego prośby, by do niego wróciła pozostają bezskuteczne, zostawia więc małżonkom spory dar i odchodzi. Ralf i Jane zakrywają twarze maskami, gdy nadchodzą hrabia Lincoln i były burmistrz, którzy biorą ich za Różę i Rowlanda. Szymon zaprasza do nowo wzniesionego przez siebie budynku miejskiego wszystkich czeladników z okazji tłustego wtorku. Wszyscy jedzą i piją do syta i sławią gospodarza jako patrona czeladników szewskich. Gdy przybywa król, Szymon zwraca się do niego o przebaczenie dla Rowlanda Lacy'ego za dezercję z armii i pobłogosławienie jego małżeństwa z Różą. Król wybacza Lacy'emu. Przeciwko małżeństwu protestują hrabia i eks-burmistrz. Muszą jednak ulec powadze króla. Król jest uradowany swoim nowym burmistrzem i udaje się do niego na ucztę.

## Źródła dramatu

### Gentle Craft

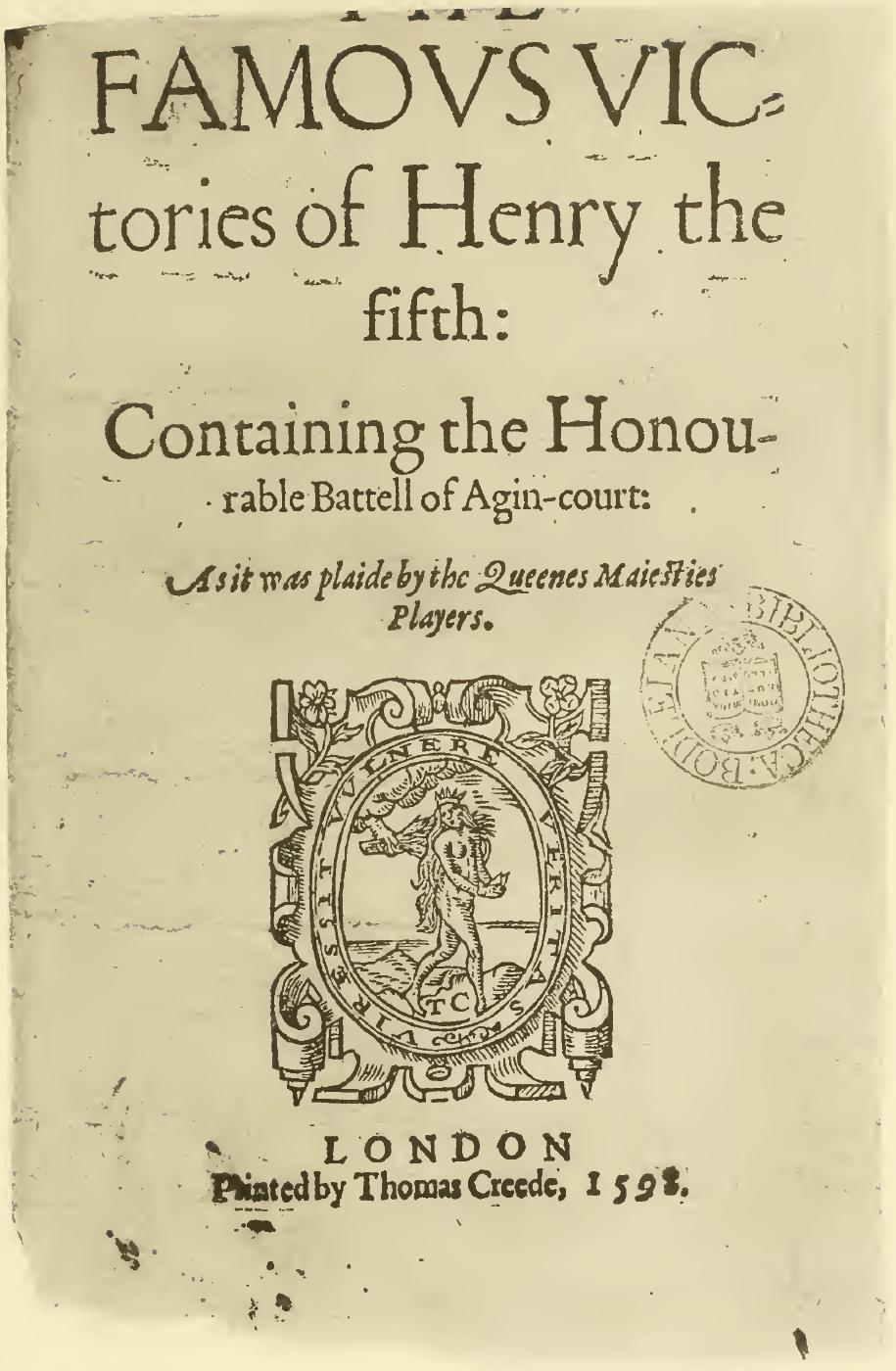
The Famous Victories of Henry the Fifth

Głównym źródłem utworu była opowieść prozą Thomasa Deloneya The Gentle Craft. Deloney prezentuje swą historię z  perspektywy członków gildii szewców. Wpływ Deloneya na fabułę Szewskiego święta jest trudny do przeoczenia, biorąc pod uwagę, że dwa z trzech głównych wątków The Gentle Craft znalazły się w dramacie Dekkera. Historie Szymona Eyre'a, szewca-lorda-burmistrza oraz Crispiny i Crispianusa stanowią bezpośrednią inspirację dla opowieści Szymona Eyre'a oraz Rose i Lacy'ego. Kochanków Deloneya, podobnie jak to jest w Szewskim święcie, dzieli pochodzenie społeczne i strach przed odkryciem ich związku, a Crispianus ostatecznie ukrywa się jako szewc. Dekker dodaje do tego wątku,postaci Rogera Oatleya i hrabiego Lincoln, którzy nie akceptują tego związku.

### Legenda Szymona Eyre
Postać Szymona Eyre opiera się na postaci historycznej o tym samym imieniu i nazwisku. Szymon Eyre nie był w rzeczywistości szewcem, ale sukiennikiem i kupcem, działającym jako dystrybutor towarów zagranicznych w całym Londynie. Po zgromadzeniu skromnej fortuny został wybrany szeryfem Londynu, brał udział w licznych przedsięwzięciach municypalnych, wielokrotnie był wybierany jednocześnie radnym i ławnikiem. Ostatecznie w 1445 roku, za panowania Henryka VI, został lordem burmistrzem Londynu.

### Inne źródła
Scena poboru Ralfa do wojska nasuwa badaczom literatury przypuszczenie, że za jej źródło mogła Dekkerowi posłużyć anonimowa sztuka The Famous Victories of Henry the Fifth, która miała swą premierę w latach 80. XVI wieku. Przy pisaniu swojej komedii Dekker niewątpliwie korzystał też z A Survey of London Johna Stowa, jako źródła informacji o Londynie, w tym o patronacie Eyre'a nad Leadenhall.

## Analiza
Utwór łączy w sobie romantyczną baśniowość z zamiłowaniem do realistycznych szczegółów z życia londyńskich rzemieślników i kupców. Autor przeciwstawia uczciwych i wesołych rzemieślników znacznie mniej uczciwym dworakom.